# Косульников, Константин Николаевич
Константин Николаевич Косульников  (1916-1978)— советский хозяйственный, государственный и политический деятель.

## Биография
Родился в 1916 году в деревне Митьково. Член ВКП(б).
С 1936 года — на хозяйственной, общественной и политической работе. В 1936—1978 гг. — инженер-строитель, участник Великой Отечественной войны, начальник штаба 265-го гвардейского миномётного полка, начальник Московского Западного порта, председатель Киевского райисполкома Москвы, первый секретарь Киевского райкома КПСС (29 декабря 1965 — 25 марта 1971), председатель комитета народного контроля Москвы.
Избирался депутатом Верховного Совета РСФСР 8-го и 9-го созывов.
Умер в 1978 году в Москве. Похоронен на Новодевичьем кладбище, участок 9, ряд 4.

## Награды
- орден Ленина
- орден Октябрьской Революции
- 2 ордена Красного Знамени
- орденами Отечественной войны 1 и 2 степени
- 2 орденами Красной Звезды